# Vinter-OL 2030
|  | Denne artikel indeholder information om en fremtidig sportsbegivenhed Der kan forekomme spekulativ information, og indholdet kan ændres dramatisk når arrangementet nærmer sig og mere information bliver tilgængelig. |

Vinter-OL 2030 (eller  De 26. olympiske vinterlege) er en international multisportkonkurrence som bliver arrangeret i Provence-Alpes-Côte d'Azur og Auvergne-Rhône-Alpes i Frankrig, med den betingelse, at Frankrig forpligter sig finansielt. De fik tildelt værtsskabet 24. juli 2024.